# Pero xylinaria
Pero xylinaria là một loài bướm đêm trong họ Geometridae.